# جيمس جاي غافني
جيمس جاي غافني (بالإنجليزية: James J. Gaffney)‏ هو مهندس معماري أمريكي، ولد في 18 يونيو 1863، وتوفي في 30 نوفمبر 1946.